# Vladimír Růžička (ur. 1989)
Vladimír Růžička (ur. 17 lutego 1989 w Moście) – czeski hokeista, reprezentant juniorskich reprezentacji Czech.
Jego ojciec Vladimír senior (ur. 1963) także był hokeistą. Obecnie jest trenerem Slavii Praga.

## Kariera
- Slavia Praga U18 (2002-2005)
- Slavia Praga U20 (2005-2007)
- Slavia Praga (2005-2014)
  -  HC Havlíčkův Brod (2009)
- Dinamo Ryga (2014)
- Piráti Chomutov (2014-)
- Sparta Praga (2019-2020)
- Mountfield Hradec Králové (2020-2021)
- Dornbirner EC (2021-2022)
- Slavia Praga (2022-)

Wychowanek i zawodnik Slavii Praga. W 2012 przedłużył umowę z klubem. Po sezonie 2013/2014 odszedł z klubu. Od końca maja do sierpnia 2014 zawodnik łotewskiego klubu Dinamo Ryga (nie uzyskał kontraktu po testach). Od września 2014 zawodnik Piráti Chomutov. W 2019 przeszedł do Sparty Praga, a w czerwcu 2020 do Hradec Kralove. Od końca sierpnia 2021 zawodnik austriackiego Dornbirner EC. W grudniu 2022 ponownie trafił do Slavii.

## Sukcesy
Reprezentacyjne
- Brązowy medal mistrzostw świata juniorów do lat 18: 2006

Klubowe
- Złoty medal mistrzostw Czech: 2008 ze Slavią
- Srebrny medal mistrzostw Czech: 2009 ze Slavią
- Brązowy medal mistrzostw Czech: 2010 ze Slavią

Indywidualne
- Mistrzostwa świata juniorów do lat 18 w 2006:
  - Jeden z trzech najlepszych zawodników reprezentacji
- Ekstraliga czeska w hokeju na lodzie (2007/2008):
  - Pierwsze miejsce w klasyfikacji kanadyjskiej wśród juniorów: 15 punktów
- Ekstraliga czeska w hokeju na lodzie (2008/2009):
  - Pierwsze miejsce w klasyfikacji kanadyjskiej wśród juniorów: 11 punktów